# Lunapark (Berlin)

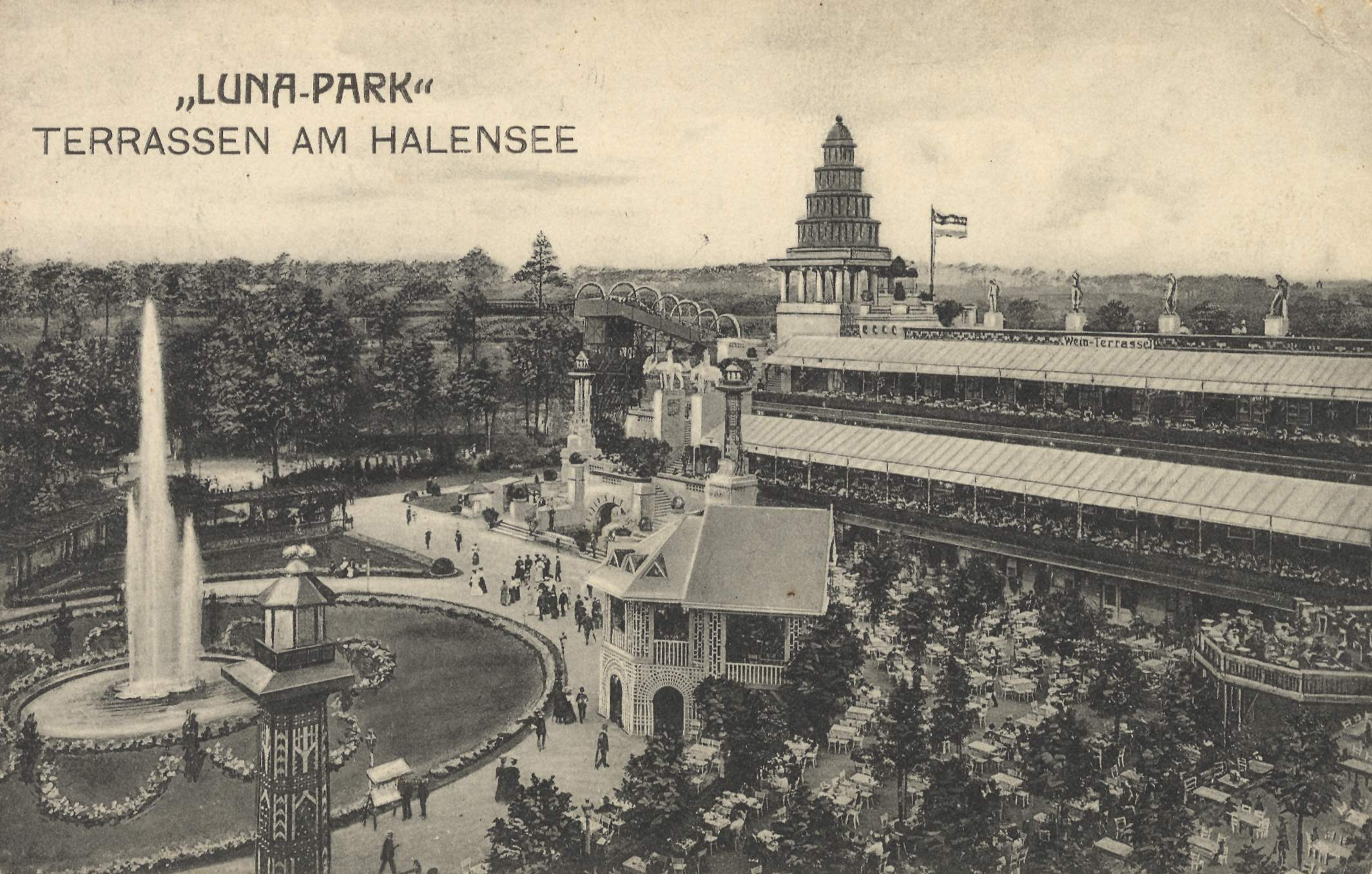
Die Terrassen am Halensee, 1904

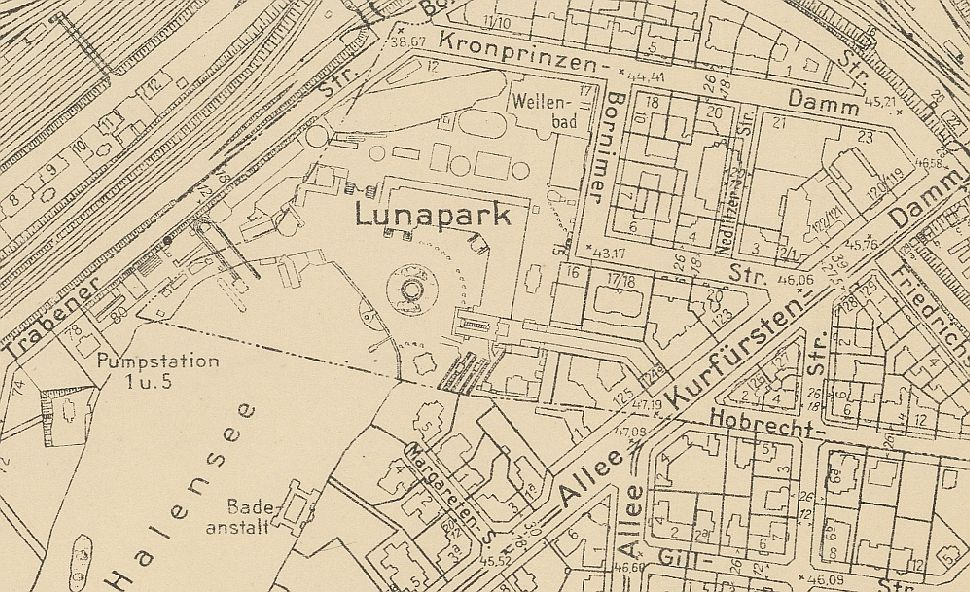
Lunapark auf einer Karte von 1931, Quelle: Landesarchiv Berlin, Histomap Berlin

Der Lunapark (zeitgenössische Schreibweise: Luna-Park) war ein Vergnügungspark am Berliner Halensee. Er bestand von 1909 bis 1933.

## Geschichte

### Entstehung
Im Jahr 1882 entstand am Ostufer des Halensees, der zu dieser Zeit ein beliebtes Freibad war, das von dem Ökonomen Saeger betriebene Wirtshaus am Halensee. Damals war der Kurfürstendamm ein Waldweg, auf dem am Sonntag die Familien mit Kremsern vom nahegelegenen Bahnhof Grunewald (heute: Bahnhof Halensee) in den Grunewald fuhren. Hier wurde Zwischenrast gemacht und es galt das Motto: „Hier können Familien Kaffee kochen“. Zu den Wirtshausräumlichkeiten gehörten bereits in den 1890er Jahren ein Rummel mit Karussell, Schieß- und Würfelbuden und eine Wasserrutschbahn, bei der ein pontonähnlicher Kahn den Berg zum See hinunterrollte.

### Eröffnung

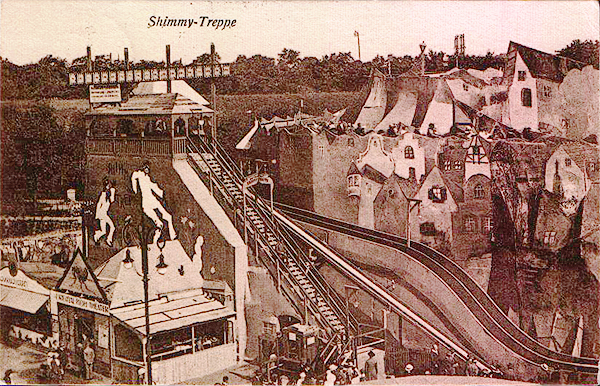
Lunapark, „Shimmy-Treppe“, 1904

Am 14. Mai 1904 eröffnete der Gastronom August Aschinger zusammen mit dem ehemaligen Küchenchef des Kempinski, Bernd Hoffmann, die Terrassen am Halensee, die 1909 in Lunapark umbenannt wurden, in Anlehnung an den 1903 eröffneten Lunapark auf Coney Island. Es war ein moderner Märchenpalast mit beeindruckenden Türmen und einer großen Freitreppe zum Halensee hinunter.

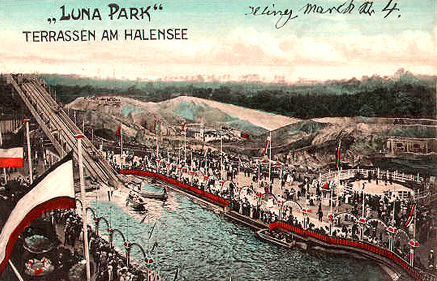
Lunapark, Wasserrutschbahn, 1904

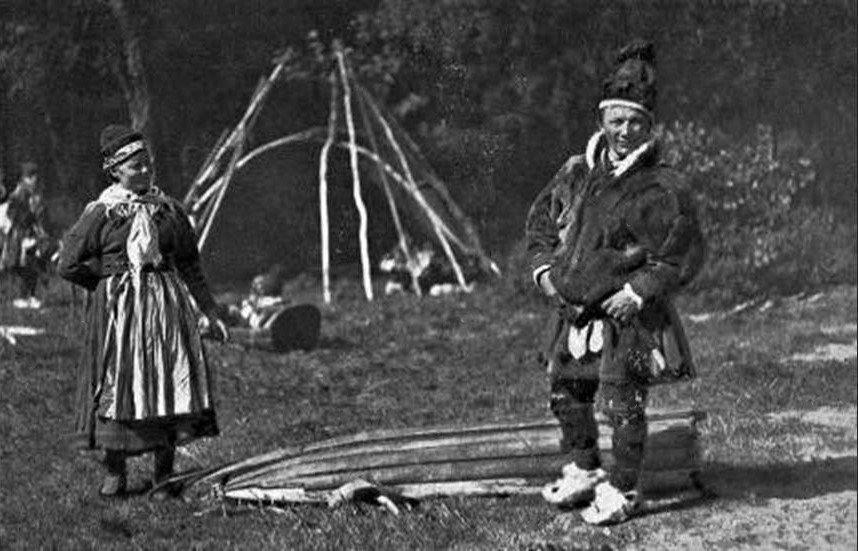
Der samische Künstler Nils Nilsson Skum und seine Frau Helena Kuhmunen, Ausstellung „Nordland“, 1911

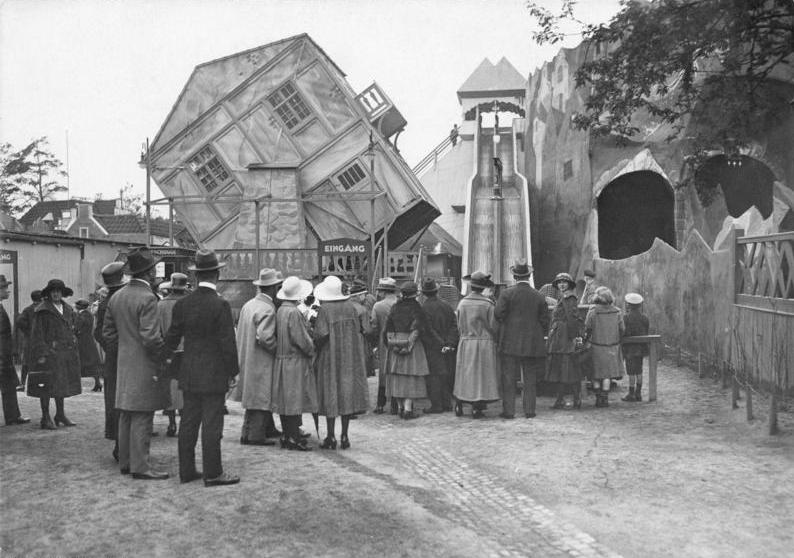
Drehbares Haus, 1923

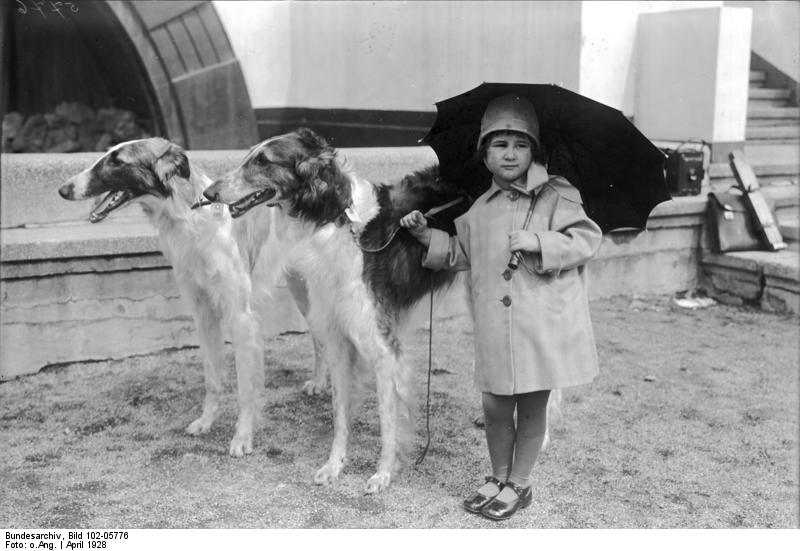
Rassehunde-Ausstellung im Lunapark, 1928

### Die Hoch-Zeit
Der Park enthielt alle Rummelattraktionen der damaligen Zeit, wie eine Wasserrutschbahn, die im See endete, sowie als besondere Attraktion ein Wellenbad, das von den Berlinern „Nuttenaquarium“ genannt wurde, weil sich hier die Damen den genießerisch am Beckenrand sitzenden Herren in der neuesten Bademode präsentierten.
Weitere Attraktionen waren eine Wackeltreppe („Shimmy-Treppe“) mit einem Gebläse am Ende, das die Röcke der Damen hob, sowie eine Gebirgsbahn,  dazu ein Hippodrom. Nach dem Vorbild von Coney Island in New York war ein Vergnügungspark entstanden, der Sensationen, Abenteuer, Gefahr, die Illusion der großen weiten Welt und das Erlebnis der scheinbar grenzenlosen Möglichkeiten der Technik anbot. Völkerschauen, die erste Rolltreppe, jede Nacht ein großes Feuerwerk, Theater, Revuen, Jazzmusik, Kabarett, aber auch Tanzturniere und Boxkämpfe wurden hier geboten. 1926 gewann der junge Max Schmeling hier seinen ersten Titelkampf. Die Restaurants hatten eine Kapazität von 16.000 Sitzplätzen. Es gab das Bayern-Dorf, in dem das Bier „in Strömen floss“, oder das Luna-Palais für gehobenere Ansprüche. Der Park zählte in den Anfangsjahren täglich 50.000 Besucher, an Wochenenden mehr.

### Neueröffnung
Während des Ersten Weltkriegs und in der Inflationszeit gingen die Besucherzahlen stark zurück und die Anlage geriet in einen desolaten Zustand. Am 9. Mai 1929 wurde der Lunapark nach einer großen Erneuerung ein zweites Mal eröffnet. Es gelang den Betreibern jedoch nicht mehr, an die alten Glanzzeiten anzuknüpfen.

### Der Lunapark auf der Leinwand
Der Lunapark war 1930 Kulisse für den Tonfilm Wer nimmt die Liebe ernst? (Deutschland 1931, Regie: Erich Engel, Hauptdarsteller: Jenny Jugo, Max Hansen). Ein wesentlicher Teil der Filmhandlung spielt bei einer Schönheitskonkurrenz (Misswahl) im Lunapark, die Filmszenen zeigen fast alle damaligen Attraktionen des Vergnügungsparks.

### Das Ende

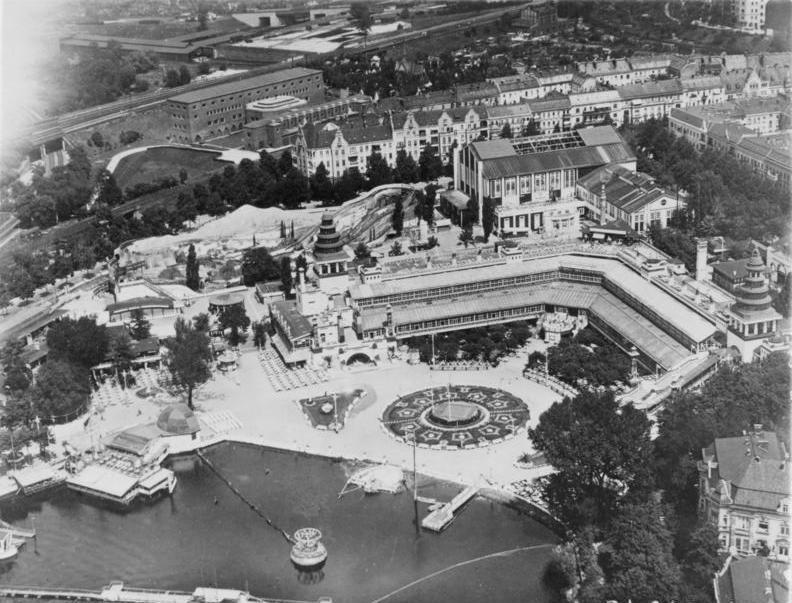
Lunapark, Aufnahme vermutlich aus den 1930er Jahren

Im Oktober 1934 musste der Lunapark endgültig schließen und 1935 wurde die ganze Anlage abgerissen. Zuvor fand der von den neuen Machthabern verfolgte Puppenspieler Alfredo Bannenberg für kurze Zeit in der geschlossenen Anlage Unterschlupf. Von den Nationalsozialisten wurde der Park als Schandfleck betrachtet, sodass es ganz gelegen kam, dass man das Gelände für den Bau der Halenseestraße benötigte, die zu den Olympischen Sommerspielen 1936 eröffnet wurde und eine schnelle Verbindung zwischen dem Olympiastadion, der Deutschlandhalle, dem Messegelände am Funkturm und den südlich gelegenen Wettkampfstätten herstellte.
Die restliche Grünfläche wurde 1938 vom Berliner Gartendirektor Josef Pertl als Landschaftspark umgestaltet. Der nun neue Halenseepark wurde 1997 nach dem preußischen Politiker und Unternehmer Karl Rudolf Friedenthal in Friedenthalpark umbenannt.
Eine Gemeinschaft von Schaustellern mietete ein neues Areal in der Schönholzer Heide und belebte den Lunapark als Traumland dort wieder neu.